# جيزا فرد
جيزا فرد (بالإنجليزية: Géza Frid)‏ (و. 1904 – 1989 م) هو ملحن، وعازف بيانو، وموزع (موسيقى) من المجر، ومملكة هولندا، يستخدم آلات بيانو، توفي في بيفيرفايك، عن عمر يناهز 85 عاماً.